# Karolína Anna Quastová

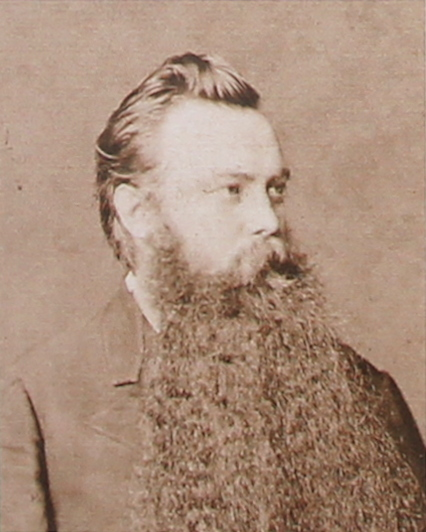
Její bratr Ferdinand Konrad Quast

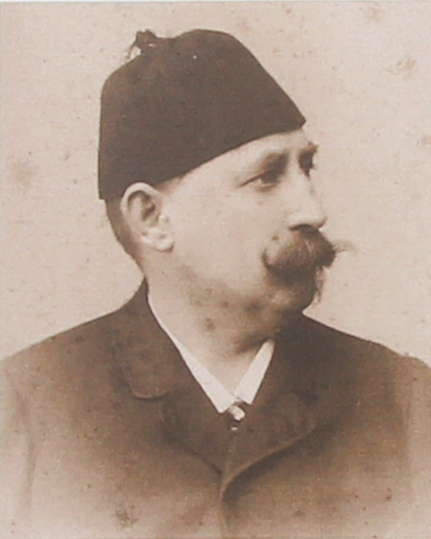
Její bratr Gustav Adolf Quast

Karolína Anna Quastová (28. března 1850, Praha – 5. ledna 1941, Písek) byla významná profesionální písecká fotografka, která byla pracovně svázána i s fotografickým ateliérem rodiny Quastů v Sušici. Karolína Quastová pocházela z umělecké rodiny Quastů, jejím otcem byl český malíř Jan Zachariáš Quast, jejím dědečkem byl malíř porcelánu Konrád Ferdinand Quast.

## Život
Karolína Quastová byla dcerou Jana Zachariáše Quasta. Její bratr Ferdinand Konrad Quast (1843–1877) si nedlouho před rokem 1871 otevřel v Písku fotografický ateliér a Jan Zachariáš Quast se pak v roce 1871 se odstěhoval do Písku. Celá rodina Quastů se věnovala fotografii, sám Jan Zachariáš Quast se při shánění fotografických zakázek často z Písku vzdaloval a to i na dobu několika měsíců a bral i drobné zakázky, aby uživil rodinu (štítky na dveře, dýmky, apod.) Karolína za nepřítomnosti otce tak fotoateliér vedla. Po smrti (sebevraždě) bratra Ferdinanda Konráda Quasta (1843–1877) v roce 1877 pak vedla prakticky (de facto) písecký fotoateliér. Po smrti otce Jana Zachariáše Quasta v roce 1891 pak plně (de iure) převzala rodinný ateliér v Písku. Karolína Qastová zůstala neprovdána, její jediný syn Adolf zemřel v roce 1878.
Písecký atelier byl za domem číslo popisné 49 v zahradě, nesl označení „Quast“ nebo „K. Quast“ a orientoval se nejen na portrétní, ale i na krajinářskou a místopisnou fotografickou tvorbu. Fotografie pořízené tímto fotoateliérem používal na pohlednice nakladatel Theyer a po roce 1901 pak i vydavatel pohlednic Karel Klement, ale tito vydavatelé pohlednic využívali i kresby jiných členů rodinného klanu Questů (jen zřídka byl na pohlednicích použit nápis: „Dle fotografií ateliéru Quast“ nebo označení: „Fotografická dílna Quast v Písku“, které mělo upozornit na oceňovanou fotografii).
Karolína Quastová nejen pořizovala snímky, ale vedla v Písku fotografickou živnost až do roku 1924, ale po sebevraždě svého bratra Gustava Adolfa Quasta (1846, Praha – 1894, Sušice) od roku 1894 vedla zároveň i Sušický rodinný ateliér.
S retušováním negativů v sušickém ateliéru pomáhala i její sestra Konstancie Quastová (1862–1903, Sušice, sebevražda). Tato retušérka pracovala i ve fotoateliéru v Písku; v roce 1903 se v Sušici otrávila. Kolorování a retušování fotografií pro písecký fotoateliér zajišťovala zřejmě i Karolínina sestra Anna Quastová provdaná Stossová (* 1847), která se ale zřejmě častěji zdržovala v Sušici.